# Copa de Oro de la Concacaf 1993
La Copa Oro de la Concacaf 1993 fue la decimosegunda edición del máximo torneo de selecciones organizado por la Confederación Norteamericana, Centroamericana y Caribeña de Fútbol (Concacaf), realizándose entre el 10 y 25 de julio de 1993. Fue la primera edición en tener sede conjunta, siendo esta vez México y Estados Unidos los anfitriones. 
Como en la edición anterior, el formato fue el mismo para las 8 selecciones participantes: 2 grupos de 4 equipos y las mejores 2 selecciones de cada grupo accederían a las semifinales. 
La final se celebró el 25 de julio de 1993 en el Estadio Azteca, donde la selección mexicana se impuso por 4-0 a la selección estadounidense, y conquistó su cuarto trofeo continental.

## Sede
El Grupo A se desarrollaría en el Estadio Cotton Bowl de Dallas y el Grupo B en el Estadio Azteca de la Ciudad de México. Para la fase final, el Estadio Cotton Bowl solo albergaría un partido de semifinal, mientras que el resto de partidos se llevarían a cabo en el Estadio Azteca.

### Estadios

#### México
| Ciudad de México   |
| ------------------ |
| Distrito Federal   |
| Estadio Azteca     |
| Capacidad: 114 600 |
|                    |
| Ciudad de México   |

#### Estados Unidos
| Dallas              |
| ------------------- |
| Texas               |
| Estadio Cotton Bowl |
| Capacidad: 92 200   |
|                     |
| Dallas              |

## Árbitros
En total fueron 13 árbitros centrales y 8 asistentes, aunque algunos árbitros centrales también fueron parte de la asistencia arbitral.
| Centrales - Rodrigo Badilla - Berny Ulloa - Arturo Brizio Carter - Roberto Parisius - Antonio Marrufo - Robert Sawtell - Mark Forde - José Alvarado - Argelio Sabillón - Ramesh Ramdhan - Majid Jay - Raul Dominguez - Juan Pablo Escobar | Asistentes - Luis Torres - Francisco Sánchez - Robert Heilman - John Cente - Alejandro Phillips - Carlos Castillo - Gordon Rogers - Jorge Cantillano |

## Formato de competición
El torneo se desarrolla dividido en cuatro etapas: fase de grupos, semifinales, partido por el tercer lugar y final.
En la fase de grupos los ocho equipos participantes se dividen en 2 grupos de 4 equipos, cada equipo juega una vez contra sus rivales de grupo con un sistema de todos contra todos, los equipos son clasificados en los grupos según los puntos obtenidos en todos sus partidos jugados los cuales son otorgados de la siguiente manera:
- 2 puntos por partido ganado.
- 1 punto por partido empatado.
- 0 puntos por partido perdido.

Clasifican a las semifinales los dos primeros lugares de cada grupo. Si al término de la fase de grupos dos o más equipos terminan empatados en puntos se aplican los siguientes criterios de desempate:
- La diferencia de goles en los partidos del grupo.
- La mayor cantidad de puntos obtenidos en los partidos entre los equipos en cuestión.
- Sorteo por parte del Comité de la Copa Oro.

En las semifinales los 4 equipos clasificados a esta instancia forman 2 series de dos equipos, los perdedores de las semifinales juegan el partido por el tercer lugar y los ganadores disputan la final del torneo. Los enfrentamientos de semifinales se determinaron de la siguiente manera:
| Semifinales - Ganador Grupo A - Segundo Grupo B (Finalista 1) - Ganador Grupo B - Segundo Grupo A (Finalista 2) |

Las semifinales y final se juegan con un sistema de eliminación directa, si algún partido de estas fases termina empatado luego de los noventa minutos de tiempo de juego reglamentario se procede a jugar un tiempo extra consistente en dos periodos de 15 minutos, si la igualdad persiste se define al ganador mediante tiros desde el punto penal.

## Clasificación
Las tres selecciones pertenecientes a la Unión Norteamericana de Fútbol (NAFU), Canadá, Estados Unidos y México clasificaron automáticamente, mientras que las selecciones pertenecientes a la Unión Centroamericana de Fútbol (UNCAF) y a la Unión Caribeña de Fútbol (CFU) disputaron torneos clasificatorios que fueron a su vez los torneos regionales de ambos organismos subordinados de la Concacaf, la repartición de los 5 cupos en cuestión fue la siguiente:
- Centroamérica: 3
- Caribe: 2

La Copa Uncaf 1993 se llevó a cabo en Honduras del 5 al 9 de marzo de 1993 y en la fase final participaron 4 selecciones. Los 3 primeros lugares de esta fase final consiguieron su clasificación al torneo, siendo Honduras, Costa Rica y Panamá los clasificados.
La Copa del Caribe de 1993 se volvió a llevar a cabo en Jamaica del 11 al 30 de mayo de 1993 y constó de varios grupos preliminares antes de llegar a la ronda final. En esta última participaron 8 equipos donde solamente el campeón y subcampeón de este torneo consiguieron su clasificación: Martinica y Jamaica respectivamente.

## Equipos participantes
Las selecciones de Canadá, Estados Unidos y México tienen asegurada su clasificación.
- En cursiva los equipos debutantes.

| Clasificatorias | Clasificatorias | Clasificatorias | Clasificatorias | Clasificatorias | Clasificatorias |
| --------------- | --------------- | --------------- | --------------- | --------------- | --------------- |
|                 | UNCAF           |                 |                 | CFU             |                 |

| Equipos participantes | Equipos participantes | Equipos participantes | Equipos participantes |
| --------------------- | --------------------- | --------------------- | --------------------- |
| Canadá                | Costa Rica            | Estados Unidos        | Honduras              |
| Jamaica               | Martinica             | México                | Panamá                |

### Sorteo
| Bombo 1                                                                               | Bombo 2                                                     | Bombo 3                           |
| ------------------------------------------------------------------------------------- | ----------------------------------------------------------- | --------------------------------- |
| Estados Unidos (anfitrión, asignado al Gpo. A) México (anfitrión, asignado al Gpo. B) | Jamaica (asignado al Gpo. A) Martinica (asignado al Gpo. B) | Canadá Costa Rica Honduras Panamá |

## Resultados

### Primera fase
– Clasificado para las semifinales.

#### Grupo A
| Equipo         | Pts | PJ | PG | PE | PP | GF | GC | Dif |
| -------------- | --- | -- | -- | -- | -- | -- | -- | --- |
| Estados Unidos | 6   | 3  | 3  | 0  | 0  | 4  | 1  | 3   |
| Jamaica        | 3   | 3  | 1  | 1  | 1  | 4  | 3  | 1   |
| Honduras       | 2   | 3  | 1  | 0  | 2  | 6  | 5  | 1   |
| Panamá         | 1   | 3  | 0  | 1  | 2  | 3  | 8  | -5  |

| 10 de julio de 1993 | Estados Unidos | 1:0 (0:0) | Jamaica | Cotton Bowl, Dallas                                     |                                                         |
|                     | Wynalda 67'    |           |         | Asistencia: 11 642 espectadores Árbitro(s): Berny Ulloa | Asistencia: 11 642 espectadores Árbitro(s): Berny Ulloa |

| 10 de julio de 1993 | Honduras                                                   | 5:1 (1:1) | Panamá    | Cotton Bowl, Dallas                                         |                                                             |
|                     | Gayle 25' · Bennett 51' 69' (pen.) 83' · Pineda Chacón 54' |           | Julio 30' | Asistencia: 11 642 espectadores Árbitro(s): Rodrigo Badilla | Asistencia: 11 642 espectadores Árbitro(s): Rodrigo Badilla |

| 14 de julio de 1993 | Jamaica                            | 3:1 (1:1) | Honduras           | Cotton Bowl, Dallas                                       |                                                           |
|                     | Jarrett 28' · Davis 48' · Boyd 78' |           | Bennett 18' (pen.) | Asistencia: 13 771 espectadores Árbitro(s): Arturo Brizio | Asistencia: 13 771 espectadores Árbitro(s): Arturo Brizio |

| 14 de julio de 1993 | Estados Unidos           | 2:1 (0:1) | Panamá      | Cotton Bowl, Dallas                                          |                                                              |
|                     | Wynalda 69' · Dooley 74' |           | Piggott 33' | Asistencia: 13 771 espectadores Árbitro(s): Roberto Parisius | Asistencia: 13 771 espectadores Árbitro(s): Roberto Parisius |

| 17 de julio de 1993 | Panamá              | 1:1 (0:0) | Jamaica   | Cotton Bowl, Dallas                                         |                                                             |
|                     | Mendieta 50' (pen.) |           | Davis 56' | Asistencia: 16 348 espectadores Árbitro(s): Antonio Marrufo | Asistencia: 16 348 espectadores Árbitro(s): Antonio Marrufo |

| 17 de julio de 1993 | Estados Unidos | 1:0 (1:0) | Honduras | Cotton Bowl, Dallas                                        |                                                            |
|                     | Lalas 29'      |           |          | Asistencia: 16 338 espectadores Árbitro(s): Robert Sawtell | Asistencia: 16 338 espectadores Árbitro(s): Robert Sawtell |

#### Grupo B
| Equipo     | Pts | PJ | PG | PE | PP | GF | GC | Dif |
| ---------- | --- | -- | -- | -- | -- | -- | -- | --- |
| México     | 5   | 3  | 2  | 1  | 0  | 18 | 1  | 17  |
| Costa Rica | 4   | 3  | 1  | 2  | 0  | 5  | 3  | 2   |
| Canadá     | 2   | 3  | 0  | 2  | 1  | 3  | 11 | -8  |
| Martinica  | 1   | 3  | 0  | 1  | 2  | 3  | 14 | -11 |

| 11 de julio de 1993 | Costa Rica | 1:1 (0:1) | Canadá      | Estadio Azteca, Ciudad de México                       |                                                        |
|                     | Myers 82'  | Reporte   | Dasovic 43' | Asistencia: 48 000 espectadores Árbitro(s): Mark Forde | Asistencia: 48 000 espectadores Árbitro(s): Mark Forde |

| 11 de julio de 1993 | México                                                                       | 9:0 (4:0) | Martinica | Estadio Azteca, Ciudad de México                          |                                                           |
|                     | Zaguinho 11' 21' 29' 54' 76' 84' 90' · Ramírez 40' · Hernández Ramírez 90+1' | Reporte   |           | Asistencia: 48 000 espectadores Árbitro(s): José Alvarado | Asistencia: 48 000 espectadores Árbitro(s): José Alvarado |

| 15 de julio de 1993 | Martinica                   | 2:2 (0:2) | Canadá                   | Estadio Azteca, Ciudad de México                              |                                                               |
|                     | Gertrude 53' · Fondelot 86' | Reporte   | Aunger 25' · Bunbury 43' | Asistencia: 80 000 espectadores Árbitro(s): Argelio Sarbillón | Asistencia: 80 000 espectadores Árbitro(s): Argelio Sarbillón |

| 15 de julio de 1993 | México             | 1:1 (0:1) | Costa Rica  | Estadio Azteca, Ciudad de México                           |                                                            |
|                     | Delgado 74' (a.g.) | Reporte   | Cayasso 30' | Asistencia: 80 000 espectadores Árbitro(s): Ramesh Ramdhan | Asistencia: 80 000 espectadores Árbitro(s): Ramesh Ramdhan |

| 18 de julio de 1993 | Costa Rica                  | 3:1 (1:0) | Martinica         | Estadio Azteca, Ciudad de México                       |                                                        |
|                     | Myers 28' · Cayasso 69' 87' | Reporte   | Tinmar 59' (pen.) | Asistencia: 100 000 espectadores Árbitro(s): Majid Jay | Asistencia: 100 000 espectadores Árbitro(s): Majid Jay |

| 18 de julio de 1993 | México                                                                | 8:0 (5:0) | Canadá | Estadio Azteca, Ciudad de México                            |                                                             |
|                     | Rodríguez 4' 67' · Mora 24' 30' · Zaguinho 32' 34' · Salvador 83' 88' | Reporte   |        | Asistencia: 100 000 espectadores Árbitro(s): Raúl Domínguez | Asistencia: 100 000 espectadores Árbitro(s): Raúl Domínguez |

### Segunda fase
|  | Semifinales                   | Semifinales                   |   |                               | Final                         | Final |  |
|  |                               |                               |   |                               |                               |       |  |
|  |                               |                               |   |                               |                               |       |  |
|  | Dallas, 21 de julio           |                               |   |                               |                               |       |  |
|  | Costa Rica                    | 0                             |   |                               |                               |       |  |
|  | Estados Unidos (t.e.)         | 1                             |   |                               |                               |       |  |
|  |                               |                               |   |                               |                               |       |  |
|  |                               |                               |   |                               | Ciudad de México, 25 de julio |       |  |
|  |                               |                               |   |                               | Estados Unidos                | 0     |  |
|  |                               | México                        | 4 |                               |                               |       |  |
|  |                               |                               |   |                               |                               |       |  |
|  |                               |                               |   |                               |                               |       |  |
|  |                               |                               |   |                               | Tercer lugar                  |       |  |
|  | Ciudad de México, 22 de julio | Ciudad de México, 22 de julio |   | Ciudad de México, 25 de julio | Ciudad de México, 25 de julio |       |  |
|  | México                        | 6                             |   | Costa Rica                    | 1                             |       |  |
|  | Jamaica                       | 1                             |   |                               | Jamaica                       | 1     |  |

#### Semifinales
| 21 de julio de 1993 | Estados Unidos | 1:0 (0:0, 0:0) (t. s.)(1:0 t. s.) | Costa Rica | Cotton Bowl, Dallas                                        |                                                            |
|                     | Kooiman 103'   | Reporte                           |            | Asistencia: 14 826 espectadores Árbitro(s): Ramesh Ramdhan | Asistencia: 14 826 espectadores Árbitro(s): Ramesh Ramdhan |

| 22 de julio de 1993 | México                                                     | 6:1 (4:1) | Jamaica    | Estadio Azteca, Ciudad de México                                |                                                                 |
|                     | Salvador 9' 18' 34' · Mora 14' · Zaguinho 50' · Ambriz 55' | Reporte   | Wright 17' | Asistencia: 110 000 espectadores Árbitro(s): Juan Pablo Escobar | Asistencia: 110 000 espectadores Árbitro(s): Juan Pablo Escobar |

#### Tercer lugar
| 25 de julio de 1993 | Costa Rica  | 1:1 (1:0) | Jamaica    | Estadio Azteca, Ciudad de México                           |                                                            |
|                     | Guthrie 10' | Reporte   | Jarret 89' | Asistencia: 130 800 espectadores Árbitro(s): Jeffrey Hayes | Asistencia: 130 800 espectadores Árbitro(s): Jeffrey Hayes |

#### Final
| 25 de julio de 1993 | México                                                       | 4:0 (2:0) | Estados Unidos | Estadio Azteca, Ciudad de México                            |                                                             |
|                     | Ambriz 11' · Armstrong 31' (a.g.) · Zaguinho 69' · Cantú 79' | Reporte   |                | Asistencia: 130 800 espectadores Árbitro(s): Robert Sawtell | Asistencia: 130 800 espectadores Árbitro(s): Robert Sawtell |

|                              |
| Bandera de México            |
| Campeón México Cuarto título |

## Estadísticas

### Tabla general
| Pos. | Equipo         | Pts. | PJ | PG | PE | PP | GF | GC | Dif. | Rend. |
| ---- | -------------- | ---- | -- | -- | -- | -- | -- | -- | ---- | ----- |
| 1    | México         | 9    | 5  | 4  | 1  | 0  | 28 | 2  | 26   | 90%   |
| 2    | Estados Unidos | 8    | 5  | 4  | 0  | 1  | 5  | 5  | 0    | 80%   |
| 3    | Costa Rica     | 5    | 5  | 1  | 3  | 1  | 6  | 5  | 1    | 50%   |
| 4    | Jamaica        | 4    | 5  | 1  | 2  | 2  | 6  | 10 | -4   | 40%   |
| 5    | Honduras       | 2    | 3  | 1  | 0  | 2  | 6  | 5  | 1    | 20%   |
| 6    | Canadá         | 2    | 3  | 0  | 2  | 1  | 3  | 11 | -8   | 20%   |
| 7    | Panamá         | 1    | 3  | 0  | 1  | 2  | 3  | 8  | -5   | 10%   |
| 8    | Martinica      | 1    | 3  | 0  | 1  | 2  | 3  | 14 | -11  | 10%   |

### Goleadores
| Jugador              | Selección      | Goles |
| -------------------- | -------------- | ----- |
| Luis Roberto Alves   | México         | 11    |
| Luis Miguel Salvador | México         | 5     |
| Eduardo Bennett      | Honduras       | 4     |
| Octavio Mora         | México         | 3     |
| Juan Cayasso         | Costa Rica     | 3     |
| Roy Myers            | Costa Rica     | 2     |
| Eric Wynalda         | Estados Unidos | 2     |
| Paul Davis           | Jamaica        | 2     |
| Devon Jarrett        | Jamaica        | 2     |
| Ignacio Ambriz       | México         | 2     |
| Jorge Rodríguez      | México         | 2     |